# آشپزی کامرونی

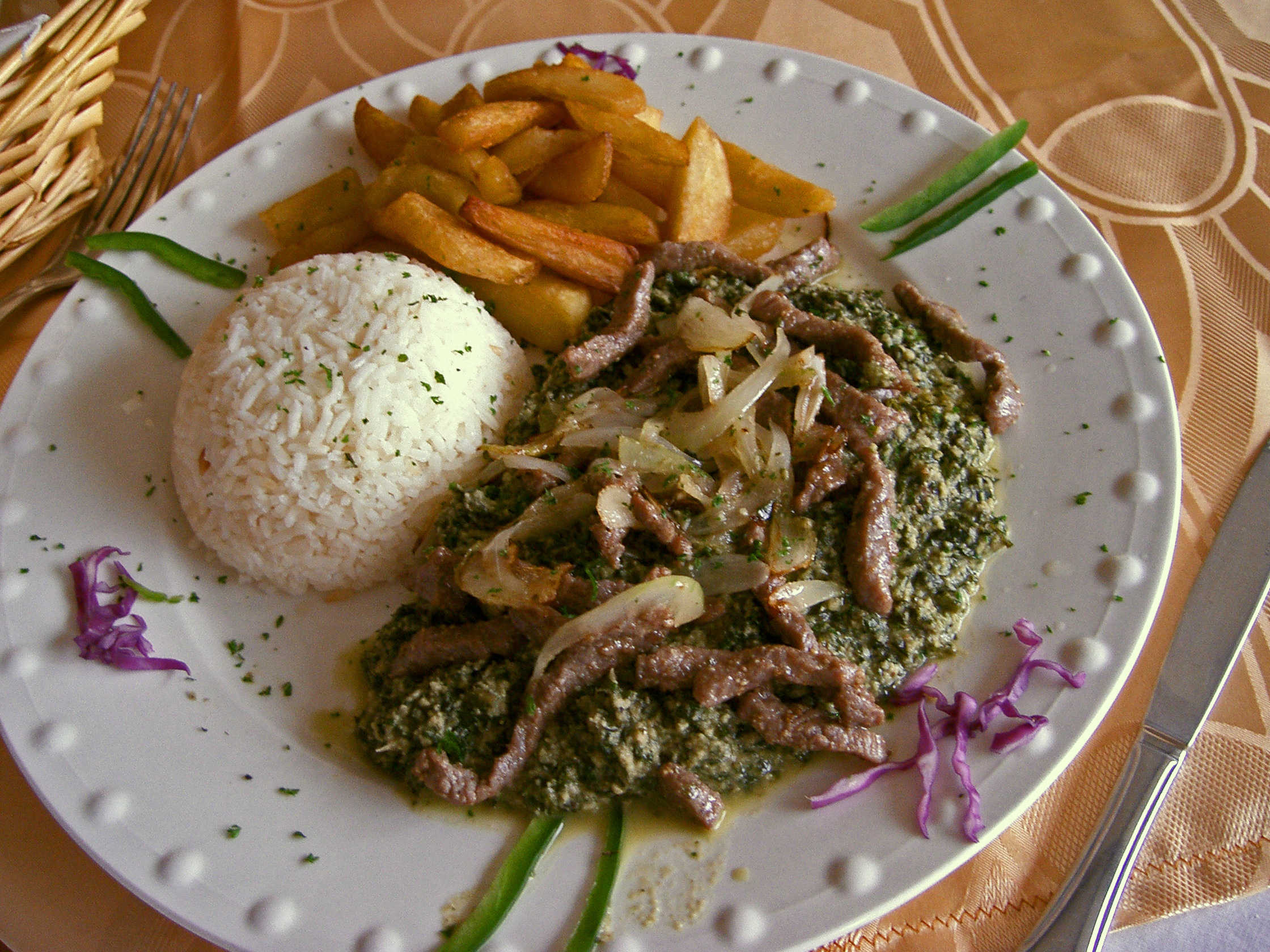
Ndolé یک غذا در کامرون است

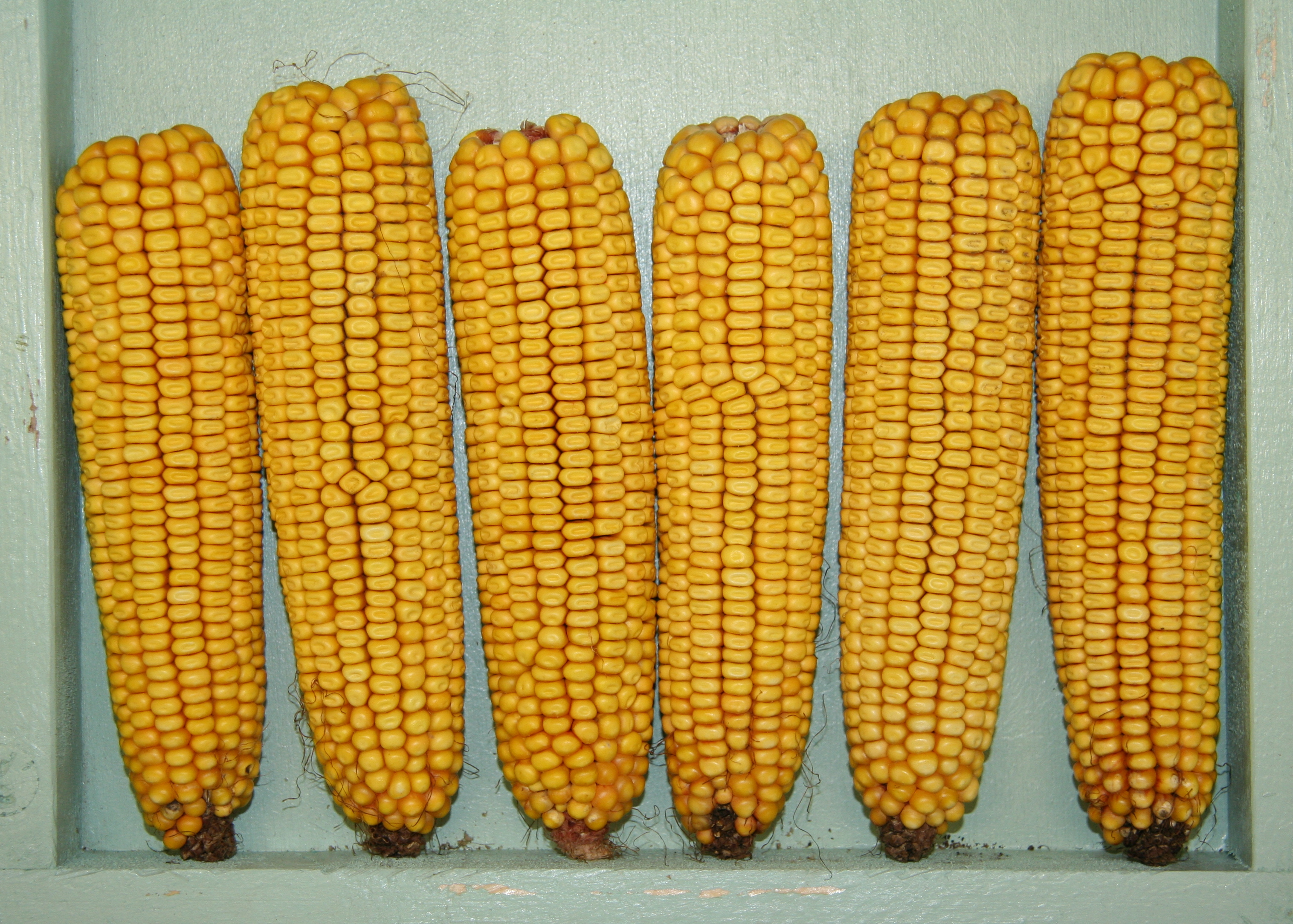
ذرت یک غذای اصلی در کامرون است

موقعیت کامرون

آشپزی کامرونی به دلیل موقعیت کامرون در تقاطع بین شمال، غرب و مرکز این قاره یکی از متنوع‌ترین سبک‌های آشپزی آفریقایی را داراست. تنوع قومیتی با ترکیبی از بانتو، بامیلک، بامون، مردم بامندا و بقاره‌ها و همچنین تأثیر استعمار آلمان، فرانسه و بریتانیا بر کامرون در آشپزی این کشور مشهود است.

## مواد تشکیل دهنده
خاک اکثر نقاط این کشور بسیار حاصلخیز است و انواع سبزیجات و میوه‌ها اعم از گونه‌های داخلی و وارداتی در آن کشت می‌شود. این موارد عبارتند از:
- کاسوا
- موز پختنی
- بادام زمینی
- فوفو
- فلفل تند
- ذرت
- بادنجان
- بامیه
- بیترلیف
- گوجه‌فرنگی
- کوکویام
- موز

## غذای محلی

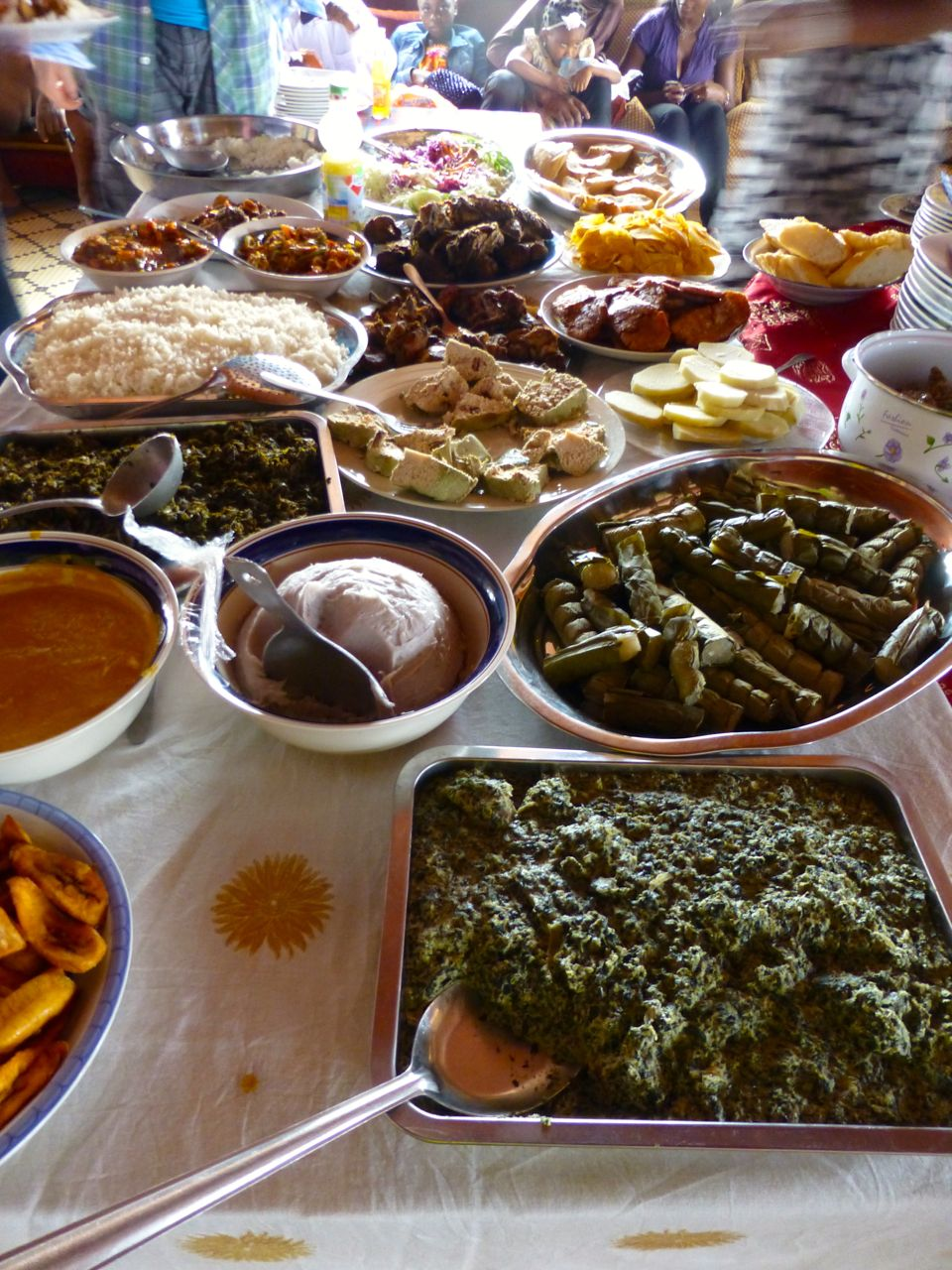
غذاهای سنتی در Ebogo در منطقه مرکز سرو می‌شود

از جمله تخصص‌های کامرونی عبارتند از:
- ذرت فوفو و جاما جاما (برگ هاکلبری باغی)
- بروشت که در محلی به نام سویا (نوعی کباب کبابی تهیه شده از مرغ، گوشت گاو یا بز) شناخته می‌شود.
- سنگه (مخلوطی از ذرت، برگ کاساوا و آب میوه پالم)
- سوپ امبانگا و کواکوکو

این یک وعده غذایی کامرونی است که از کواکوکو تشکیل شده است: کوکویامز (تارو) رنده شده و بخارپز شده در برگ‌های موز و سوپ بنگا از مغزهای پالم تازه. این غذای بومی مردم باکوری از منطقه جنوب غربی است.